# E3 Prijs Harelbeke 1997
L'E3 Prijs Harelbeke 1997, quarantesima edizione della corsa, si svolse il 29 marzo su un percorso con partenza ed arrivo a Harelbeke. Fu vinta dal belga Hendrik Van Dyck della squadra TVM-Farm Frites davanti all'italiano Paolo Fornaciari e al danese Brian Holm.

## Ordine d'arrivo (Top 10)
| Pos. | Corridore         | Squadra                     | Tempo    |
| ---- | ----------------- | --------------------------- | -------- |
| 1    | Hendrik Van Dyck  | TVM-Farm Frites             | 5h11'00" |
| 2    | Paolo Fornaciari  | Saeco                       | s.t.     |
| 3    | Brian Holm        | Team Deutsche Telekom       | a 49"    |
| 4    | Léon van Bon      | Rabobank                    | s.t.     |
| 5    | Wim Feys          | Lotto-Mobistar-Isoglass     | s.t.     |
| 6    | Wilfried Peeters  | Mapei-GB                    | a 54"    |
| 7    | Geert Van Bondt   | Vlaanderen 2002-Eddy Merckx | a 1'25"  |
| 8    | Peter Van Petegem | TVM-Farm Frites             | s.t.     |
| 9    | Andrei Tchmil     | Lotto-Mobistar-Isoglass     | s.t.     |
| 10   | Massimo Strazzer  | Roslotto-ZG Mobili          | s.t.     |